# Копелянка
Копелянка (укр. Копелянка) — село на Украине, основано в 1920 году, находится в Хорошевском районе Житомирской области.
Население по переписи 2001 года составляет 7 человек. Почтовый индекс — 12135. Телефонный код — 4145. Занимает площадь 2,29 км².

## Адрес местного совета
12134, Житомирская область, Хорошевский р-н, с. Топорище, ул. Ленина, 86а, тел.: 7-22-42